# Ben-Esra-Synagoge

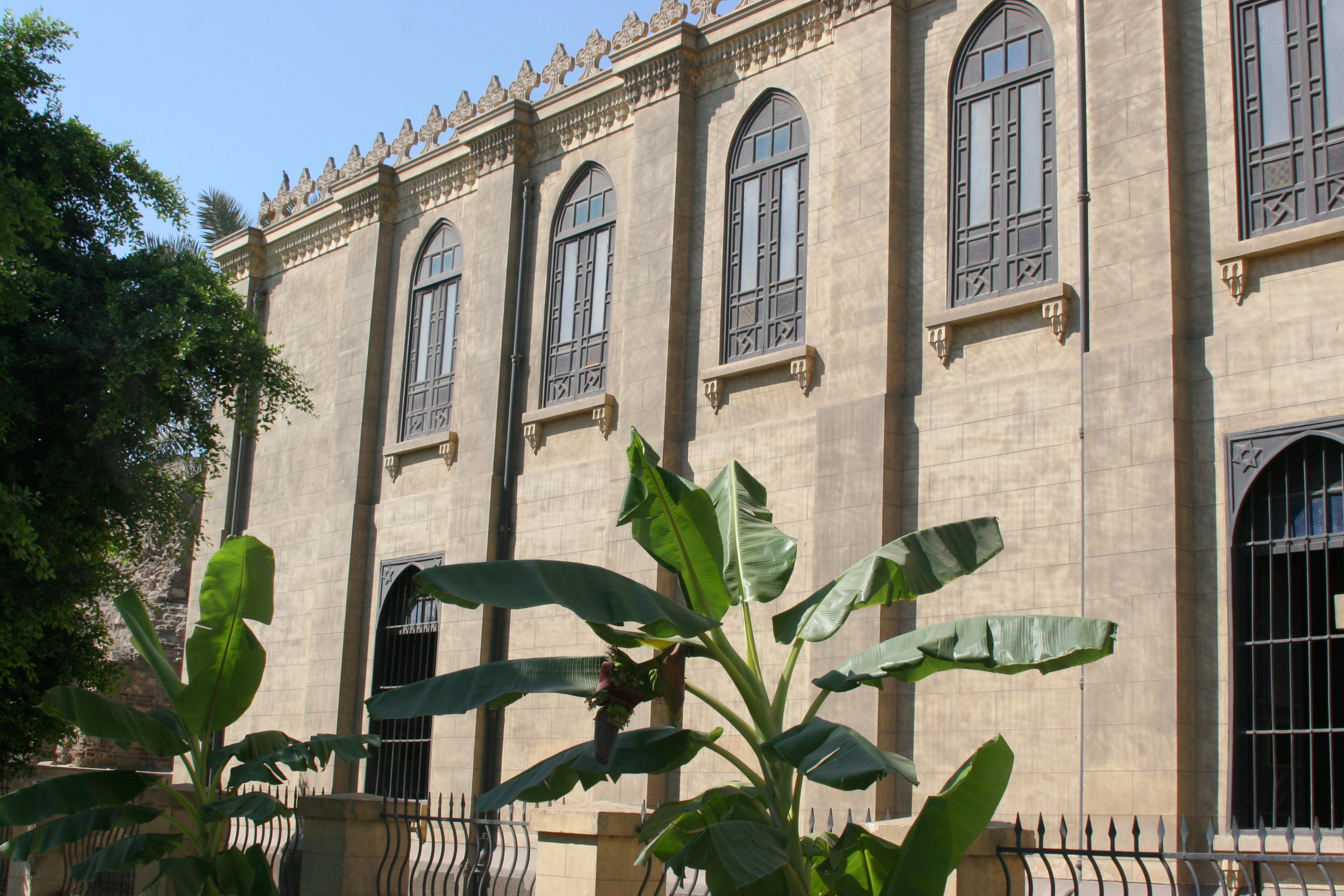
Ben-Esra-Synagoge heute

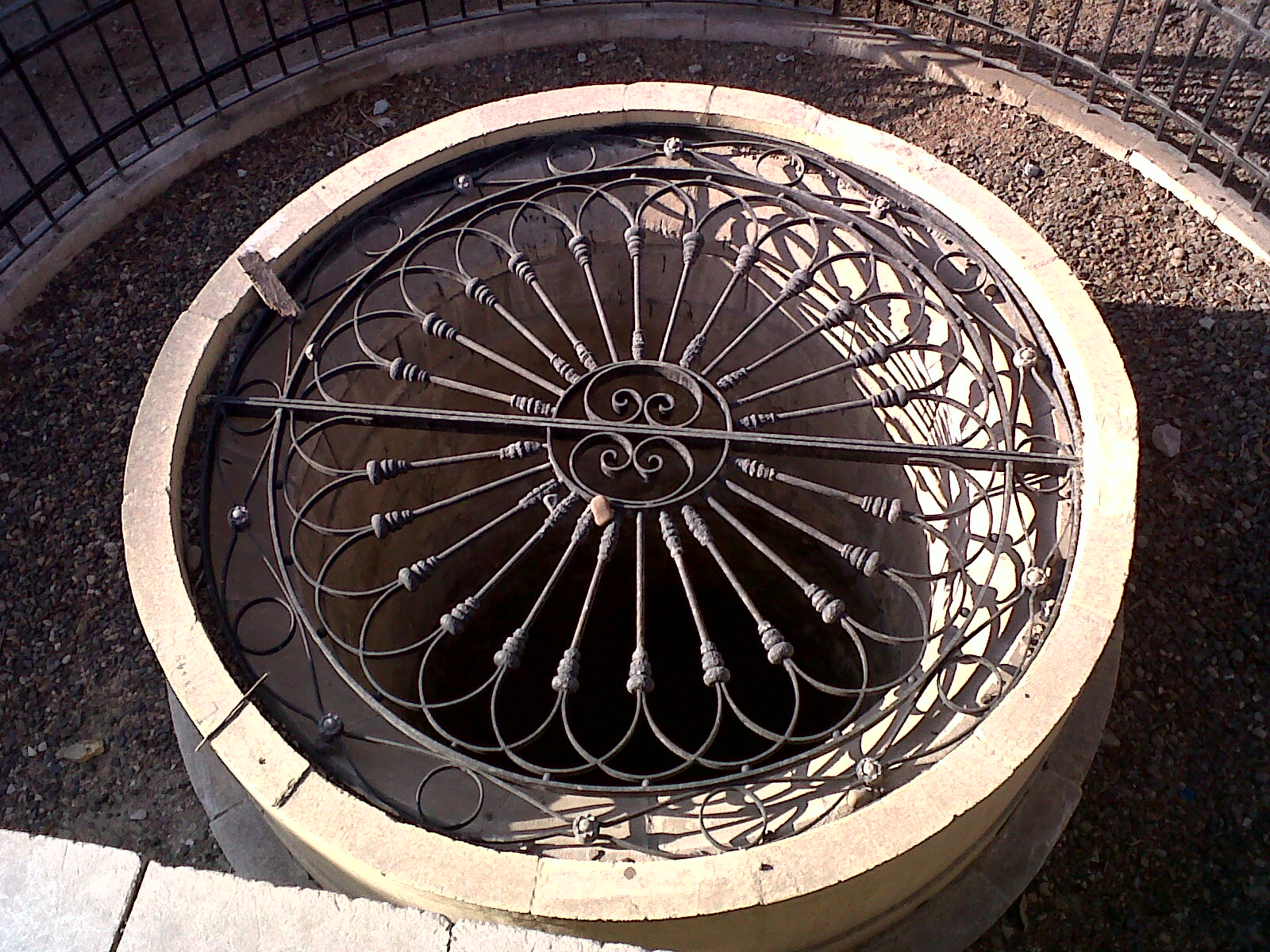
Der Brunnen des Moses

Die Ben-Esra-Synagoge (hebräisch בית כנסת בן עזרא, arabisch معبد بن عزرا), auch als el-Genisa-Synagoge (בית כנסת אל גניזה) oder Synagoge der Levantiner (asch-Schamijin) bekannt, ist ein sephardisch-jüdisches Gotteshaus in Fostat, das heute Teil der Altstadt von Kairo ist. Gemäß örtlicher Überlieferung wurde an dieser Stelle Moses als Baby gefunden. Die Synagoge ist bekannt für ihren Genisafund aus dem 19. Jahrhundert, bei der rund 200.000 Manuskripte auf Hebräisch, Aramäisch und Judäo-Arabisch, verfasst ab 800, entdeckt wurden.
Als Einrichtung existiert die Ben Esra seit der Antike, der Synagogenbau wurde seitdem mehrmals wiederaufgebaut. Der Vorgängerbau der heutigen Synagoge wurde vom Fatimiden-Kalif el-Hakim um etwa 1012 zerstört, unter seinem Nachfolger az-Zaher wurde es zwischen 1025 und 1040 wiedererrichtet. Das Holz der Tür des aufwändig geschnitzten Toraschreins stammt aus dem 11. Jahrhundert und befindet sich in Walters Kunstmuseum in Baltimore sowie in New York.
Im 12. Jahrhundert besuchte der jüdische Philosoph, Arzt und Astronom Maimonides die Ben-Esra-Synagoge. Die Holz-Schnitzkunst auf dem Toraschrein stammt aus der Zeit des Mameluckensultanats im 15. Jahrhundert. Nachdem ein Brand die Bema (Kanzel) zerstörte, wurde die Synagoge 1488 restauriert.
Nach einer Renovierung in den 1880er Jahren wurde die Ben-Esra-Synagoge 1892 neu errichtet. Die Farbe auf dem Holz des Toraschreins stammt wohl aus dem 19. Jahrhundert.
Der rumänische Rabbiner Jacob Saphir schrieb bereits 1874 über die Bedeutung der Genisa (jüdisches Schriftdepot) der Ben-Esra-Synagoge. 1888 betrat der britische Jurist Elkan Nathan Adler als erster Europäer die Genisa und erwarb daraus 25.000 Dokumente. Solomon Schechter, Lehrer an der Universität Cambridge, führte die erste wissenschaftliche Untersuchung des Genisabestands durch.
Nachdem fast alle Gemeindemitglieder Ägypten verlassen mussten, dient die Ben-Esra-Synagoge heute mehr als Museum denn als funktionierender Sakralbau.